# Ronnie Harris
Ronnie Harris est un boxeur américain né le 3 septembre 1948 à Canton, Ohio.

## Carrière
Médaillé de bronze aux Jeux panaméricains de Winnipeg en 1967, il devient champion olympique des poids légers aux Jeux de Mexico en 1968 après sa victoire en finale contre le polonais Jozef Grudzien. Vainqueur également des Golden Gloves en 1968 et de 3 titres nationaux consécutifs entre 1966 et 1968, Harris passe professionnel en 1971 et boxe dans la catégorie poids moyens.
Il est battu par Hugo Pastor Corro dans un combat de championnat du monde WBA & WBC mais remporte 35 de ses 37 combats et s'empare notamment de la ceinture de champion d'Amérique du Nord NABF en 1979. Il s'incline l'année suivante lors de sa première défense et met finalement un terme à sa carrière en 1982.

## Parcours auxJeux olympiques
Jeux olympiques d'été de 1968 à Mexico (poids légers) :
- Bat Chang Kyl-Lee (Corée du Sud) 5-0
- Bat John H. Stracey (Grande-Bretagne) 4-1
- Bat Mohamed Muruli (Ouganda) 5-0
- Bat Calistrat Cutov (Roumanie) 5-0
- Bat Jozef Grudzien (Pologne) 5-0